# 工部員外郎
工部员外郎，工部的属官。
- 隋唐五代工部第一司工部司的副长官。隋朝开皇六年（586年），設員外郎一人，掌管城池土木工程。大业三年（607年），废除，设起部承务郎负责他的职务。唐朝武德三年（620年）恢复，设一人，从六品上。唐高宗、武则天时，一度改称司平员外郎、冬官员外郎。五代十国沿置。
- 宋辽金元明工部的佐贰官。辽朝的南面官。北宋工部员外郎为六品寄禄官，不管理工部的事情。元丰改制後，不设工部司，工部员外郎为工部的佐贰官，掌管制作、营缮、计置、采伐材物，按程式以授有司。正七品，宋高宗建炎三年（1129年），兼虞部司员外郎。隆兴元年（1163年），兼领屯田司之事。金朝不分司，设工部员外郎从六品，天德三年（1151年），再增一人。元朝沿置。明朝改为正六品，之后改为四清吏司副长官和各库长官。
- 工部各司员外郎的统称。隋唐五代辽工部工部司、屯田司、虞部司、水部司四司的员外郎，明清营缮清吏司、虞衡清吏司、都水清吏司、屯田清吏司四清吏司的员外郎。